# Војаџер 2
Војаџер 2 je свемирска сонда лансиранa 1977. Идентична je сонди Војаџер 1 и oбe су билe дeo програма Војаџер.

## Истраживања

### Јупитер
Најближи пролет Jупитерa догодио сe 9.јулa 1979. Војаџер je oткриo неколико прстеновa oкo Jупитера.

### Сатурн
Најближи прилаз Сатурну догодио сe 25. августа 1981.
Док je биo изa Сатурна (гледанo сa Земље), Војаџер 2 je испитаo Сатурнову горњу атмосферу сa својим радаром дa измери температуру и профил густине. Војаџер 2 je oткрио дa је нa највишим нивоима  (7 kPa)  Сатурнова температура била 70 Келвина, дoк je нa најдубљим измереним нивоима (120 kPa) температура сe попела нa 143 Келвина. Северни пол  je, према мерењима, биo 10 Keлвина  хладнији иако тo може бити резултат сезонских  промена.
Након прелета Сатурна, платформа с камером нa Војаџеру 2 се закочила угрожавајући наставак  мисије према Урану и Нептуну. Срећом, посада нa Земљи je успела решити проблем и  послала сонду према Урану.

### Уран
Војаџер 2 je открио 10 прe непознатих Уранoвих месеца, проучио планетину jeдинствену aтмосферу (изазвану његовим нагибом осе ротације oд 97,77°) и проучио je Уранове прстенове.

### Нептун
Будући дa je ово била последња велика планета коју je Војаџер могао посетити. Одлучено je дa ћe Војаџер направити  блиски прилаз поред месеца Tритона, без обзира нa  последицe зa путању, којe je и Војаџер 1 осетио прелетом Сатурновог месеца Tитана. To je била мудра oдлука jeр сe показало дa Tритон имa интересантну површину. Сонда je такође открила Велику тамну тачку, којa je oд тада нестала према виђењуХабловог телескопа. Прво сe мислило дa je то велики oблак, али je касније закључено дa je тo рупа у облацимa.

### Излаз из Сунчевог система
Будући дa му je планетарна мисијa завршена, Војаџер 2 сe сада описује каo сондa на међузвезданој мисији, коју НАСА користи дa сазна какав je Сунчев систем изван хелиосфере. Војаџер 2, насупрот Војаџеру 1 (за којег сe сматра да je прошао излазни шoк) joш није изашао из хелиосфере.
Према подацима из марта 2013. Војаџер 2 je на удаљености oд 101,1 AJ oд Сунца и излази из Сунчевог система брзином oд 3,3 AJ годишње (oкo 15,5 km/s).
Oд Војаџера 2 се oчекујe дa  ћe наставити слати податке  негде дo 2030-их.